# Castel del Monte, Abruzzo
Castel del Monte este o comună din provincia L'Aquila, regiunea Abruzzo, Italia.
Populația comunei este de 463 de locuitori (1 ianuarie 2008).

## Demografie
Castel del Monte - evoluția demografică

|  | Graficele sunt indisponibile din cauza unor probleme tehnice. Mai multe informații se găsesc la Phabricator și la wiki-ul MediaWiki. |

Date: Recensăminte sau birourile de statistică - grafică realizată de Wikipedia